# أودري ديروين
أودري ديروين (بالفرنسية: Audrey Deroin) مواليد 6 سبتمبر 1989 في فرنسا، هي لاعبة كرة يد فرنسية تلعب كجناح أيمن. مثلت منتخب فرنسا لكرة اليد للسيدات. شاركت في دورة الألعاب الأولمبية الصيفية سنة 2012. حققت المركز الثاني في بطولة العالم لكرة اليد للسيدات 2009.

## سجل المنافسة
شاركت في البطولات التالية:
- الألعاب الأولمبية الصيفية 2012
- بطولة العالم لكرة اليد للسيدات 2011
- بطولة العالم لكرة اليد للسيدات 2013

## الميداليات
| الميدالية | المسابقة                            |
| --------- | ----------------------------------- |
| فضية      | بطولة العالم لكرة اليد للسيدات 2009 |
| فضية      | بطولة العالم لكرة اليد للسيدات 2011 |

## روابط خارجية
- أودري ديروين على موقع الاتحاد الأوروبي لكرة اليد (الإنجليزية)
- أودري ديروين على موقع الدوري الفرنسي لكرة اليد للسيدات (الفرنسية)
- أودري ديروين على موقع اللجنة الأولمبية الدولية (الإنجليزية)
- أودري ديروين على موقع أوليمبيديا (الإنجليزية)
- أودري ديروين على موقع اللجنة الأولمبية الفرنسية (مؤرشف) (الفرنسية)